# Mindhalálig
A Mindhalálig (eredeti cím: Maximum Risk) 1996-ban bemutatott amerikai akciófilm, amelyet Ringo Lam rendezett. A főszerepben Jean-Claude Van Damme és Natasha Henstridge látható. Ez volt Lam és Van Damme első közös filmje a Replikáns és a Maga a pokol előtt.
Az 1996. szeptember 13-án bemutatott film bevételi szempontból jól teljesített, de kritikai fogadtatása kedvezőtlen volt.

## Cselekmény
Mikhail Suverov Nizzai menekülése során meghal. A holttestét az egyik ottani rendőr, Sebastian megmutatja társának, Alain Moreau-nak (Van Damme). Alain észreveszi, hogy a halott férfi teljesen ugyanúgy néz ki, mint ő. Elmegy az anyjához és kiderül, volt egy ikertestvére, akit a születése után magával vitt és befogadott egy család. A nyomok New York-ba, azon belül pedig az orosz negyedbe, Kis Odessiába vezetnek. Alain úgy dönt, felveszi testvére, Mikhail személyazonosságát és kideríti, miért halt meg fivére.
New Yorkban találkozik Alexszel, Mikhail barátnőjével és még éppen sikerül elmenekülniük, mielőtt megölnék őket az oroszok és azok vezetője, Ivan. Alain és Alex egy vidéki házba menekül, azonban ott megtalálja őt kér korrupt amerikai ügynök. Egy listát keresnek, ami Mikhail birtokában volt, ő pedig egy nizzai bankban helyezte el azt.
Alain nem hajlandó belemenni az alkuba, mivel tudja, így is-úgy is meghalnak, majd elintézi a két ügynököt és elmenekül. Megkéri Alexet, vigye az egyik orosz szaunába. Ott tisztázza a dolgot az orosz maffia főnökével, ám Ivan megöli. Alain elmenekül, ám nem sokkal később elkapja a rendőrség. Alaint a két ügynök hozza ki a cellából. A férfi ezúttal belemegy az alkuba. Elutaznak Nizzába, ahol Ivanék ismét feltűnnek, útközben pedig túszul ejtették Alain társát, Sebastiant.
Alain bemegy a bankba. Két széfet kap, az egyikben egy halom pénz és egy pisztoly van, a másikban bizonyítékok az orosz maffia és az amerikai titkosszolgálat kapcsolatáról. Alain talál egy hangfelvételt is, melyet Mikhail készített és megtudja az igazságot. Mikhail ki akart szállni a maffiából és megkeresni Alaint, de mivel eltüntette a bizonyítékokat, őt is üldözni kezdték. Továbbá megparancsolja Alainnek, hogy a bizonyítékokat juttassa el az amerikai nagykövetségre. Nem sokkal később a bankban pisztolypárbaj tör ki. Alain megöli Ivant, majd kimenti az égő kocsiból Sebastiant. Végül üldözőbe veszi a két ügynököt és megmenti Alexet.

## Szereplők
| Színész               | Szerep                         | Magyar hang       |
| --------------------- | ------------------------------ | ----------------- |
| Jean-Claude Van Damme | Alain Moreau / Mikhail Suverov | Haás Vander Péter |
| Natasha Henstridge    | Alex Minetti                   | Huszárik Kata     |
| Jean-Hugues Anglade   | Sebastien                      | Kautzky Armand    |
| Zach Grenier          | Ivan Dzsasokov                 | Blaskó Péter      |
| Paul Ben-Victor       | Pellman ügynök                 | Háda János        |
| Frank Senger          | Loomis ügynök                  |                   |
| David Hemblen         | Dimitrij Kirov                 | Bitskey Tibor     |

## Fogadtatás

### Bevételi adatok
A Mindhalálig az 1996. szeptember 13-i bemutatót követően az első helyen debütált 5 612 707 dolláros bevételével. Ezek után az Amerikai Egyesült Államokban 14 102 929, a többi országban pedig 37 600 000 dollárt termelt. A 25 millió dolláros költségvetésből készült film összbevétele így 51 702 929 dollár lett.

### Kritikai visszhang
A kritikák vegyesek voltak a filmről. A Rotten Tomatoes weboldalon 35 kritikus véleményét összegezve 31%-on áll.

## Fordítás
- Ez a szócikk részben vagy egészben  a   Maximum Risk című angol Wikipédia-szócikk fordításán alapul.  Az eredeti cikk szerkesztőit annak laptörténete sorolja fel. Ez a jelzés csupán a megfogalmazás eredetét és a szerzői jogokat jelzi, nem szolgál a cikkben szereplő információk forrásmegjelöléseként.